# Gedi

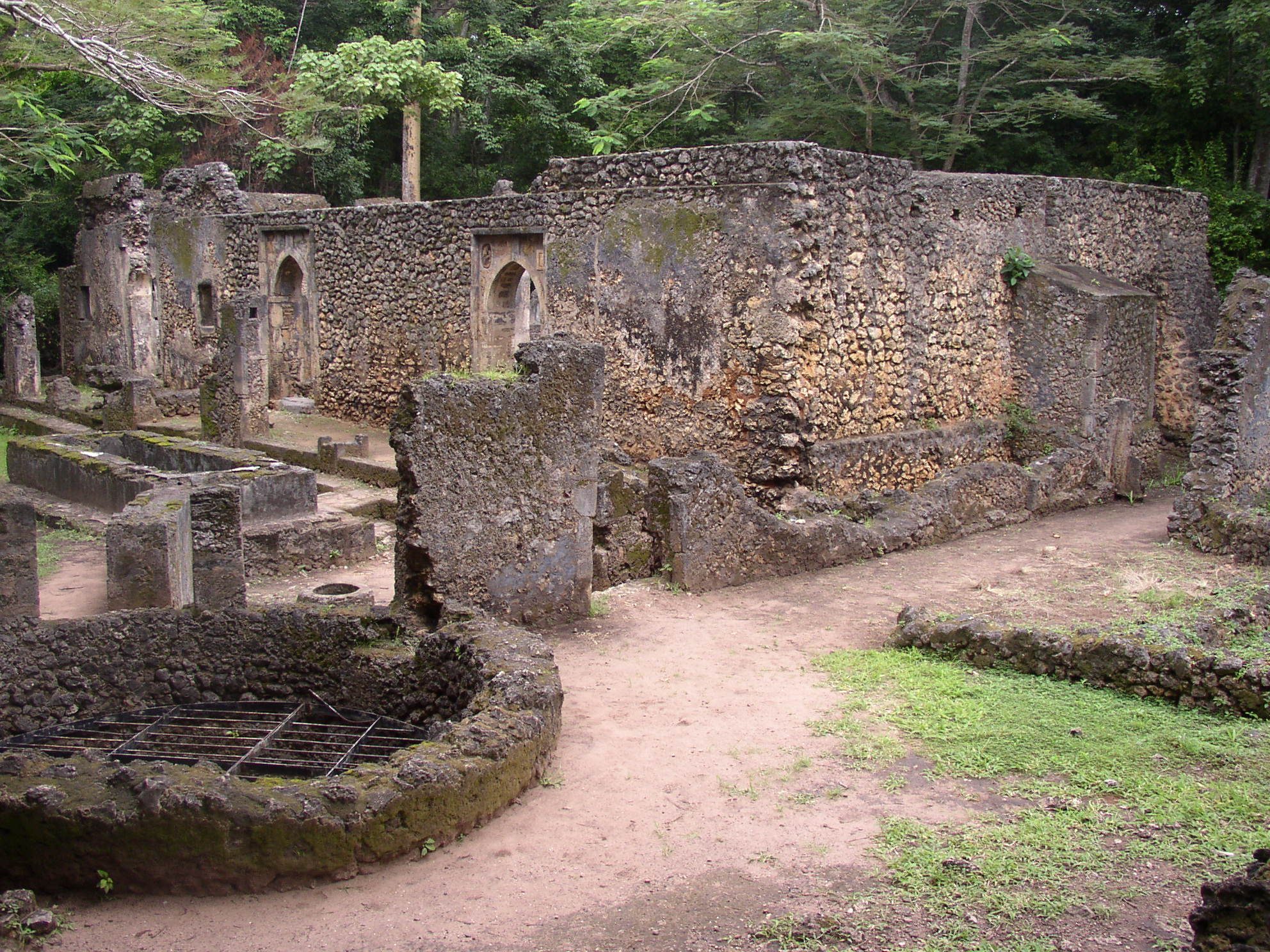
Ruinen der großen Moschee von Gedi

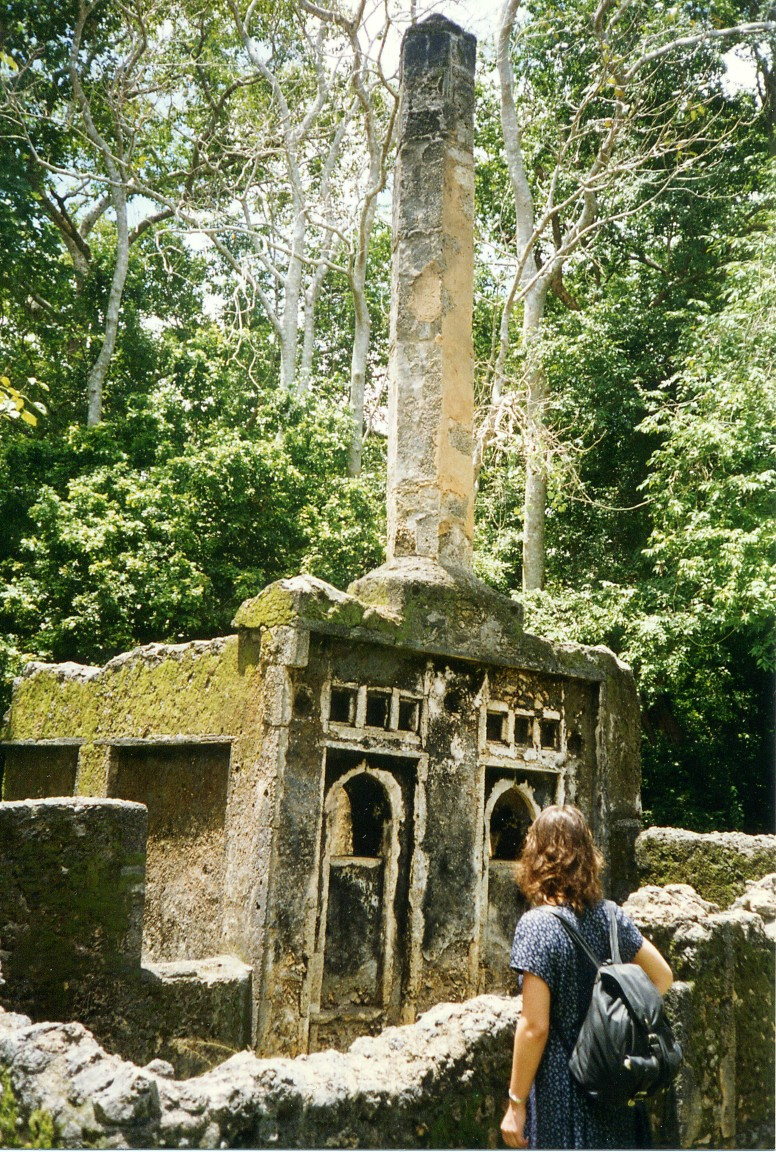
1399 datiertes Grabmal in Gedi. Solche Pfeilergräber waren für Ostafrika charakteristisch und wurden bis in das 19. Jahrhundert errichtet

Gedi (auch Gede) ist eine Ruinenstadt an der Ostküste von Kenia und liegt etwa 16 Kilometer südlich von Malindi.
Ab dem 9. Jahrhundert entstand an der Ostküste Afrikas eine Reihe von wichtigen Handelsstädten, die einerseits mit den Ländern am Indischen Ozean, andererseits auch mit dem Hinterland Handel trieben.
Gedi liegt fünf Kilometer vom Meer entfernt und war daher wohl am Seehandel weniger beteiligt. Es war wesentlich kleiner als Kilwa Kisiwani, dennoch war es eine wohlhabende Stadt. Die Ruinen der Häuser aus Korallenkalk sind noch sehr gut erhalten und gelten als Musterbeispiel ostafrikanischer Architektur. Sie waren außen mit einer dicken, innen mit einer dünneren Putzschicht überzogen. Die Stadt wurde relativ spät gegründet. Die ältesten Reste werden auf das Ende 13. oder Anfang 14. Jahrhundert datiert. Die Stadt erlebte im 15. Jahrhundert eine Blütezeit. Anfang 16. Jahrhundert, als die Portugiesen die Küstenstädte eroberten, wurde die Stadt vorübergehend verlassen. Oromo, die selbst von Somali angegriffen wurden, waren nach Süden über Gedi hinaus bis fast nach Mombasa vorgedrungen. Sie lösten eine Fluchtbewegung aus. Viele der Flüchtlinge kamen nach Gedi, das eine weitere, kurze Blütezeit erlebte. Anfang des 17. Jahrhunderts wurde die Stadt endgültig verlassen. In der Oromo-Sprache bedeutet Gedi „kostbar“, laut europäischen Karten des 17. Jahrhunderts hieß der Ort damals Kilimani.
Die Stadt hatte im 15. Jahrhundert eine Fläche von 20 Hektar und war von einer 2,5 Meter hohen Mauer umgeben. Seit 1948 wurden durch den Pionier der ostafrikanischen Archäologie an der Küste, James Kirkman, eine Freitagsmoschee, ein Palast, mehrere kleinere Moscheen, 14 Steinhäuser und ein Grabmal, das durch eine Inschrift in das Jahr 1399 datiert werden kann, ausgegraben. Die Moschee des langen Kanals besaß zwei Pfeiler in der Mitte, die den Blick auf den Mihrab verstellten. Andere Moscheen hatten zwei die Dachkuppeln tragenden Pfeilerreihen. Die Eingänge zu den Betsälen waren an den längeren Seitenwänden. Der Brunnen für die rituellen Waschungen lag außerhalb des Moscheebereichs, denn er diente auch der Trinkwasserversorgung des Viertels.
Ab dem 15. Jahrhundert war es üblich, chinesische Teller als Schmuckmotiv im Wandverputz einzulassen. Die Wohnhäuser waren im Gegensatz zu denen anderer Küstenstädte nur einstöckig. Die nochmalige Besiedlung im 16. Jahrhundert geschah innerhalb einer niedrigeren Mauer in einem kleineren Stadtgebiet.
Der Ort ist heute ein beliebtes Ausflugsziel für Touristen.